# Entkalker
Ein Entkalker (auch: Kalklöser) ist ein chemisches Reinigungsmittel zum Entfernen von Kalkablagerungen wie Kesselstein. Im Haushalt werden insbesondere Essigsäure, Zitronensäure und Amidosulfonsäure verwendet, sowie Produkte, die diese Stoffe enthalten. 

## Entstehung von Kalk
Kalk CaCO3 (Ca2+ und CO32−) bildet sich bei erhöhten Temperaturen (zum Beispiel in Wasserkochern) aus Leitungswasser. Das im Leitungswasser enthaltene gut wasserlösliche Calciumhydrogencarbonat Ca(HCO3)2
wandelt sich dabei in wasserunlöslichen Kalk (chemische Bezeichnung: Calciumcarbonat) um, der sich an den Wänden oder Heizelementen des Kochers absetzt und zunehmend die Wärmeübertragung behindert.

## Entkalkung
Durch Zuführen von Säure wird die Löslichkeit von CaCO3 erhöht. Die in der sauren Lösung enthaltenen protonierten Wassermoleküle (Oxonium-Ionen, H3O+) geben Protonen an das Carbonat-Ion (CO32−) ab. Dieses reagiert dadurch wieder zu Kohlensäure (H2CO3), die augenblicklich zu Wasser (H2O) und gasförmigem Kohlendioxid (CO2) zerfällt. Die Calcium-Ionen (Ca2+) bilden zugleich mit dem Anion der verwendeten Säure ein wasserlösliches Salz.

### Reaktionsgleichung
Lösen des Kalkes mit Essigsäure:
{\displaystyle \mathrm {2\ CH_{3}COOH+CaCO_{3}\longrightarrow Ca_{\ (aq)}^{2+}+2\ CH_{3}COO_{\ (aq)}^{-}+CO_{2}+H_{2}O} }
Essigsäure reagiert also mit unlöslichem Kalk (CaCO3) zu wasserlöslichem Calciumacetat [dissoziiert in Calcium-Ionen (Ca2+) und Acetat-Ionen (H3C-CO2−)]; gasförmiges Kohlendioxid entweicht, deshalb schäumt es.
Lösen des Kalkes mit Citronensäure:
{\displaystyle {\ce {2 C6H8O7 + 3 CaCO3 -> 3 H2O + 3 CO2 + 2 C6H5O7^3- + 3 Ca^2+}}}

## Anwendungshinweise
Je nach Anwendung bzw. Gerät werden unterschiedliche Entkalker verwendet. 
Essigsäure kann zu Korrosion an Metallen und Beschädigungen an Dichtungen führen und sollte daher nur zur Entkalkung von Geräten verwendet werden, die vollständig aus Edelstahl oder anderen säurebeständigen Materialien bestehen und deren gegebenenfalls vorhandene Dichtungen leicht austauschbar sind.
Es wird teilweise empfohlen, bei der Verwendung von Zitronensäure Geräte mit Wassererhitzung (Kaffeemaschine, Durchlauferhitzer, Wasserkocher etc.) nicht einzuschalten. Erwärmte Säure löst zwar den Kalk schneller, durch das Erhitzen kann jedoch der Kalkrückstand wieder ausfallen (Calciumcitrat) und kann zu schwer löslichen Ablagerungen und Verstopfungen führen. Wenn Zitronensäure im deutlichen Überschuss vorliegt, ist dieses Problem jedoch kaum relevant. Reinigungstabs für Kaffeemaschinen enthalten aus diesem Grund oft Milchsäure. 
Bei Amidosulfonsäure treten Probleme mit Korrosion oder hartnäckigen Ablagerungen im Allgemeinen nicht auf. Sie wird daher in der Mehrzahl der im Handel erhältlichen Entkalkungsmittel eingesetzt, die einen breiten Einsatzbereich haben.
Waschmaschinen und Geschirrspüler müssen trotz gegenteiliger Werbeaussagen der Hersteller von Entkalkungsmitteln im Normalfall nicht entkalkt werden, da in den verwendeten Spül- und Waschmitteln Wasserenthärter in ausreichender Menge enthalten sind, um Kalkablagerungen auch bei Unterdosierung zu verhindern. Eine starke Unterdosierung des Waschmittels würde zunächst zu sogenannten Fettläusen auf der Wäsche (kleine, graue, fettige Flecken aus Kalkseife) führen, bevor der Kalk beginnt, sich auf den Heizstäben abzusetzen.